# Gravitációs kulcslyuk
A gravitációs kulcslyuk (másik nevén rezonanciakulcslyuk) az űr azon viszonylag kis méretű területe a Föld közelében, amelyen ha áthalad egy aszteroida, akkor a Föld gravitációs vonzása úgy változtatja meg az aszteroida röppályáját, hogy az a Föld felszínébe csapódhat. Maga a „kulcslyuk” szó az űr hatalmas kiterjedésének ellentéte, és csak a viszonylag kis méretet jelzi, nem pedig a lyuk formáját jellemzi.

## Torino-skála
A Torino-skála 0 és 10 közötti értékeket használ. 0 esetén az esély, hogy összeütközik a Földdel elhanyagolhatóan alacsony, azaz nem jelent gyakorlati ütközési veszélyt, vagy pedig túlságosan kis méretű ahhoz, hogy képes legyen áthatolni a Föld légkörén. A 10-es érték esetén az ütközés bizonyosan bekövetkezik, és a becsapódó objektum elég nagy ahhoz, hogy globális katasztrófát okozzon. A skála csak egész számokat használ.

Torino-skála

Egy objektum 0 és 10 közötti értéket kaphat annak függvényében, hogy mekkora az ütközés valószínűsége, és annak mozgási energiája (hány megatonna TNT robbanóanyagnak felel meg a becsapódás).
A skála feltalálása Richard P. Binzel, a Massachusetts Institute of Technology (MIT) egyetem Föld, légkör és bolygótudományok szak professzorának nevéhez fűződik. Első változata a „földközeli objektumok veszélyességi indexe” nevet kapta, és az ENSZ 1995-ös konferenciáján mutatták be először. Binzel egy későbbi konferencián publikálta a skálát (Annals of the New York Academy of Sciences, volume 822, 1997.)
A „veszélyességi index” átdolgozott változatát 1999 júniusában mutatta be Torinóban egy nemzetközi konferencián, melynek a földközeli objektumok volt a témája. A konferencia résztvevői megszavazták az átjavított változat általános alkalmazását, így a skála végső elnevezése ezzel emlékezik meg a nemzetközi összefogásról, mely a földközeli objektumok által fennálló veszélyek jobb megértését teszi lehetővé. 2005-ben a skálát újrafogalmazták, hogy a veszélyek érthetőbbek legyenek mindenki számára.

## Az Apophis-kilengés
2004. június 19-én néhány csillagász felfedezte az Apophis kisbolygót, amire kezdetben 2,7% (1 a 37-hez) esélyt jósoltak arra, hogy 2029-ben összeütközik a Földdel. Későbbi mérések 1 a 250 000-hez arányt számoltak egy 2036-os becsapódásra. Az Apophis átmérőjét 270 méterre kalkulálják, és a Time magazin internetes kiadása szerint becsapódása a Földbe több millió áldozatot követelhet.  A csillagászok szerint a legvalószínűbb, hogy az Apophis 2029-ben csak megközelíti a kulcslyukat; mindenesetre a keringési útvonala folytán hat lehetséges alkalommal minden hetedik évben visszatér a kulcslyuk közelébe – így ismételt veszélyhelyzetet teremtve. A tudósok felvetették, hogy az Apophist ki kellene lökni a repülési pályáról egy olyan másikra, amely távolabb viszi a kulcslyuktól. David Morrison, a NASA tudósa a következőket mondta: „2029 után már sokkal erőteljesebb kilengést kellene kényszeríteni nem csak ahhoz, hogy elkerülje a gravitációs kulcslyukat, de egy nagyobb objektumot is, mint maga a Föld. Érdemes tudni, hogy ekkora méretű objektum pályamódosítására jelenleg nincsen kész technológiánk.”
A kezdeti mérések után a NASA megállapította, hogy amennyiben az Apophis a Földbe csapódik, a robbanás ereje 1480 megatonna TNT erejének felelne meg. Egy későbbi finomított becslés 880 megatonna értéket adott meg. Összehasonlításként, a Barringer-kráter vagy tunguszkai esemény során a robbanás becsült értéke 3-10 megatonna volt. A Krakatau vulkánkitörés 1883-ban nagyjából 200 megatonna TNT robbanásának felelt meg.

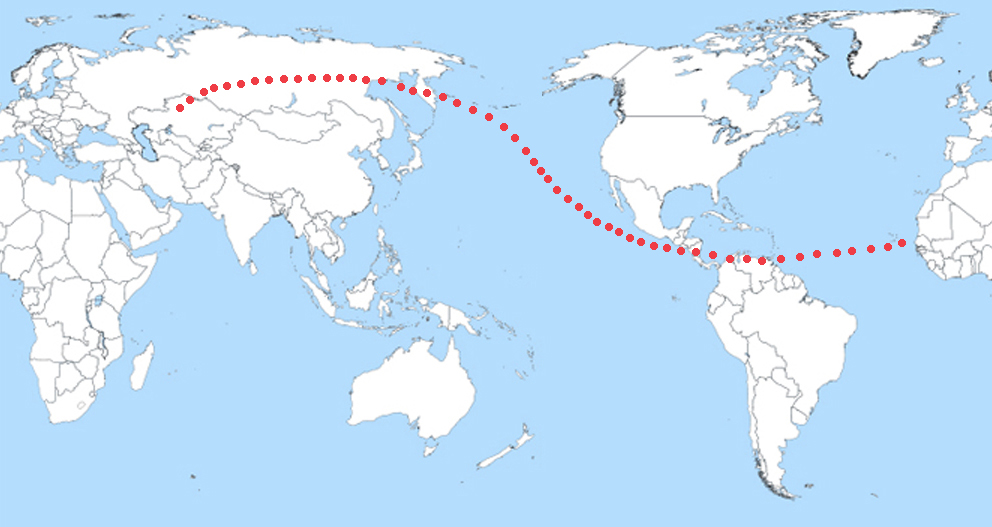
A 99942 Apophis 2036-ra feltételezett becsapódásának lehetséges pontjai

A becsapódás pontos hatása több tényezőtől függ, mint például a kisbolygó érkezési felülete és a becsapódás szöge. Biztosra vehető, hogy az esemény rendkívüli pusztítást okozna több négyzetkilométeres körzetben - de globális vagy hosszútávú katasztrófa (mint például éghajlatváltozás) nem valószínűsíthető.
Az Apophis repülési vonalának későbbi megfigyelése arra a következtetésre jutott, hogy az aszteroida valószínűleg elkerüli a  kulcslyukat; ebből adódóan 2006. augusztus 5-én a Torino-skála szerinti értéket 0-ra csökkentették. 2006. október 19-én még 1 a 45 000-hez esélyt kapott arra, hogy 2036. április 13-án a Földbe csapódna. Később egy újabb lehetséges dátum merült fel: 2037-ben az ütközés valószínűsége 1 a 12 millióhoz. A legtöbb szakértő egyetért abban, hogy az Apophis alapos megfigyelést követel, és ennek okán 2008. februárjában a Planetary Society 50 000 dollár pénzjutalmat ajánlott fel annak a győztes cégnek vagy diáknak, aki működőképes tervet ad be olyan űreszközről, amely képes egy követőrendszert juttatni a kisbolygóra (vagy annak közelébe).

### A kulcslyuk mérete
Az Apophis kulcslyukának átmérője mindössze 610 méter. Számítások bebizonyították, hogy ha az Apophis pályája naponta csupán 79 centiméterrel változik meg, úgy 3 évnyi keringés alatt több mint 1,6 km-rel haladna el a kulcslyuktól. A probléma viszont az, hogy a kulcslyuk annyira apró, hogy különösen nehéz előre kiszámolni az Apophis útját. 2006-ban körülbelül +/- 3 200 km lehetséges eltérést jósoltak a 2029-es találkozásra. Ahogy telik az idő, úgy lesznek egyre pontosabb adatok az aszteroida útjáról, de a NASA valószínűleg addig fog várni a végszó kimondásával, míg a hibahatár kisebb, mint 1,6 km.

## Gravitációs vontatás
A New Scientist 2008. július 28-án hírt adott arról, hogy a NASA Jet Propulsion laboratóriuma befejezett egy olyan tanulmányt, mely a "gravitációs vontatás" lehetőségét vázolja: a vontatás eltérítené az aszteroidát a kulcslyuk irányából, így amennyiben a kisbolygó elkerüli a kulcslyukat, úgy a Földet sem veszélyeztetné.
A Deep Impact küldetéshez hasonlóan először egy űrjárművet szándékosan ütköztetnek a kisbolygóval. Ez nagyméretű változást okoz a röppályán, de mivel az irányváltás nehezen ellenőrizhető, így akár az is lehetséges, hogy az ütközés a kulcslyuk felé tereli az aszteroidát. Ekkor jön képbe a második űrjármű - a gravitációs vontató - amely körülbelül 150 méterre az aszteroidától lebegve enyhe gravitációs hatást gyakorol rá. Így csupán napi 0,22 mikrométer per másodperccel változtatja meg a kisbolygó sebességét, de ez elegendő lehet ahhoz, hogy hosszabb időtartam alatt elvonja a gravitációs kulcslyuktól. A szimulációban egy egyszerű vezérlőrendszer tartotta a járművet a megfelelő pozícióban és az aszteroidára helyezett jelzőegység segítette a saját helyzetének és repülési útvonalának meghatározását. Ezzel a jelzőegységgel sokkal pontosabb manőverre képes, mint más lehetséges irányítási rendszerrel. A volt Apollo űrhajós Rusty Schweickart így nyilatkozott: "A vontató egy bábu, de egy igen pontos bábu. Csak nagyon apró változást képes okozni a keringési útvonalban, de ez pont elegendő a kulcslyuk elkerüléséhez."

## Tükrös eltérítés
A skóciai Glasgow egyetem tudósai megjelentettek egy olyan tanulmányt, melyben kilencféle módszert hasonlítottak össze az ilyen jellegű objektumok elhárítására. Ezek közül néhány:
- az objektum felrobbantása nukleáris töltettel
- a fentebb említett "gravitációs vontatás"
- "tükrös eltérítés": speciális tükrök az aszteroidára fókuszálják a napfényt, így elpárologtatják annak felületét és a keletkező gázok megváltoztatják a röppályáját.[9]

A tudósok megbecsülték, hogy az egyes módszerek mekkora mértékben képesek módosítani a repülési pályát, a felkészüléshez szükséges időt, illetve az űrjármű egyéb paramétereit (például pénzügyi kiadásokat). Mindezen követelményt figyelembe véve a tükrös eltérítés tűnik a leghatékonyabb megoldásnak a maximum 150 méter átmérőjű kisbolygók esetén, mivel ebben az esetben körülbelül 10 darab járműre lenne szükség. A nagyobb aszteroidák esetén már kevésbé hatékony a módszer, mivel egy 20 km átmérőjű aszteroida (egy ekkora méretű aszteroida az egyik lehetséges ok a dinoszauruszok kihalásának) útjának megváltoztatásához már körülbelül 5 000 űrjárműre lenne szükség.
A gravitációs vontatás hatékony eszköz lehet a nagyobb méretű kisbolygók esetén, melyek érkezését évekkel korábban észre lehet venni. Ezzel szemben az olyan aszteroidák esetén, melyek átlóban kisebbek, mint 500 méter, valószínűtlen, hogy elég idő lenne az űrjárművek üzembe állítására. A legjobb megoldás egy vegyes stratégia lenne: pár tucat tükörrel felszerelt jármű a maximum 500 méter átlójú aszteroidák eltérítésére, illetve egy gravitációs traktor a nagyobb objektumokhoz.

## Fordítás
Ez a szócikk részben vagy egészben  a   Gravitational keyhole című angol Wikipédia-szócikk fordításán alapul.  Az eredeti cikk szerkesztőit annak laptörténete sorolja fel. Ez a jelzés csupán a megfogalmazás eredetét és a szerzői jogokat jelzi, nem szolgál a cikkben szereplő információk forrásmegjelöléseként.